# كاماروبا
كانت كاماروبا، إحدى الولايات المبكرة خلال الفترة الكلاسيكية في شبه القارة الهندية، (إلى جانب دافاكا) أول مملكة تاريخية في آسام. ظهرت كلمة كاماروبا لأول مرة في مرسوم سامودراغوبتا في الله أباد قبل أن لا يوجد أي ذكر لوجود هذه الكلمة.
على الرغم من سيادة كاماروبا بين عامي 350 و1140، شملت كاماروبا دافاكا في القرن الخامس الميلادي. حكمت كاماروبا ثلاث سلالات من عواصمها في جواهاتي الحالية وشمال غواهاتي وتيزبور، وغطت كاماروبا في أوجها وادي براهمابوترا بالكامل وأجزاء من شمال البنغال وبوتان والجزء الشمالي من بنغلاديش، وفي بعض الأحيان أجزاء من ما يُعرف الآن بالبنغال الغربية وبيهار وسيلهيت.
على الرغم من اختفاء المملكة التاريخية بحلول القرن الثاني عشر لتحل محلها كيانات سياسية أصغر، إلا أن فكرة كاماروبا استمرت واستمر المؤرخون القدامى والعصور الوسطى في تسمية جزء من هذه المملكة باسم كامروب. في القرن السادس عشر، برزت مملكة آهوم وتولت لنفسها إرث مملكة كاماروبا القديمة وطمحت إلى توسيع مملكتها إلى نهر كاراتويا.

## نظرة تاريخية
لم يتم تضمين كاماروبا في قائمة الماهاجاناباداس الستة عشر من القرن السادس إلى الرابع قبل الميلاد؛ ولا يوجد أي ذكر لها أو لمنطقة شمال شرق الهند في سجلات أشوكان (القرن الثالث قبل الميلاد) - لم تكن جزءًا من إمبراطورية موريا. يذكر كتاب دارما سوترا بودايانا من القرن الثالث إلى الثاني قبل الميلاد أنجا (شرق بيهار) وماجادها (جنوب بيهار) وبوندرا (شمال البنغال) وفانجا (جنوب البنغال) وأن البراهمة يحتاجون إلى التطهير بعد زيارة هذه الأماكن - لكنه لا يذكر كاماروبا، ما يشير إلى أنها كانت خارج نطاق واعتراف الثقافة البراهمية في النصف الثاني من الألفية الأولى قبل الميلاد.
تأتي الإشارات المبكرة من كتاب الطواف حول البحر الإرتري (القرن الأول) وكتاب الجغرافية لبطليموس (القرن الثاني) الذي أطلق على المنطقة اسم كيرهاديا بعد سكان كيراتا. يذكر كتاب أرثاشاسترا (القرون الأولى من العصر المسيحي) «لاوهيتيا»، التي حددها أحد المعلقين اللاحقين بوادي براهمابوترا. وتتحدث هذه الإشارات المبكرة عن النشاط الاقتصادي لحزام قبلي، ولا تذكر أي ولاية.
يأتي أقدم ذكر للمملكة من نقش الله أباد الذي يعود للقرن الرابع والذي كتبه سامودراغوبتا والذي أطلق على ملوك كاماروبا ودافاكا لقب حكام الحدود (براتيانتا نريباتي). إن مجموعة نقوش كاماروبا التي تركها حكام كاماروبا في أماكن مختلفة في آسام وبنجلاديش الحالية تشكل مصادر مهمة للمعلومات. مع ذلك، فإن المنح المحلية تتجنب تمامًا استخدام اسم كاماروبا؛ وتستخدم بدلًا من ذلك اسم براججيوتيشا، مع تسمية الملوك براججيوتيشادهيباتي.
يرجع تاريخ النقش الصخري المجزأ الذي يحمل اسم ناغاجاري خانيكارجاون، والذي كتب باللغة السنسكريتية وربما كان منحة أرض، إلى القرن الخامس تقريبًا. عُثر عليه في ساروباثار في منطقة جولاغات في ولاية آسام ويدعم فكرة أن السنسكريتية انتشرت إلى الشرق بسرعة كبيرة. ورغم أن هذا التأريخ يتزامن مع الفترة الزمنية لسلالة فارمان، فإن النقش لا يحدد تشكيل الدولة التي أصدرت المنحة؛ وربما لم تكن سلالة فارمان مسؤولة عن ذلك. لا يمكن للمرء أن «يستبعد تمامًا إمكانية وجود عدة قوى سياسية متزامنة في مستويات فرعية مختلفة من شمال شرق الهند في نحو القرن الرابع أو حتى قبله». في الواقع، تشير الاكتشافات الأثرية في وادي دويانغ دانسيري إلى أن تشكيل الدولة المبكرة في المنطقة ربما بدأ قبل القرن الثاني.